# Горовиц, Элиот
Элиот Горовиц (англ. Elliott Horowitz, 1953, Нью-Йорк, Нью-Йорк — 2017) — израильский историк и педагог, специалист по еврейской истории, профессор Департамента иудаики (Университет имени Бар-Илана), сотрудник Центра ивритских и еврейских исследований (Оксфордский университет). Соредактор исторического журнала Jewish Quarterly Review.

## Исследовательская деятельность
Сфера интересов:
- История евреев эпохи Возрождения и начала Нового времени.
- История иудаизма.

Книга Э. Горвица «Безрассудные ритуалы: Пурим и наследие иудейского насилия»  удостоена и номинации в Outstanding Academic Titles for 2006 и Национальной еврейской премии в номинации «История» за 2006 год.